# 出擊飛龍
《出擊飛龍》是日本游戏公司卡普空于1989年上市的横版清关动作街机游戏，硬件平台是当时刚推出不久的CPS系统。本作是CPS平台第二部作品，是该平台早期的名作。

## 概要
本作的操作采用八向摇杆和双按键，类似于任天堂游戏机。基本操作只有‘跳’和‘打’，并没有特别复杂的组合技系统。但动作非常连贯，角色会根据情况自动做出“攀援”，“贴墙”，“空翻”等技术动作。有血槽和血量的概念。被敌人击中一次，则会‘失血’，开局为三格，最大可增至五格血槽。血量全部失去，就会损失一条生命。游戏中可能随机拾获“助手道具”如小机器人，机器豹子和机器鹰等，但这些助手会“寄生”在某一滴血里，一旦失掉具体这“滴”血，也会同时失去该助手。本作没有拾捡武器的系统，但有一种随机出现的，可以限时增强自带刀具攻击范围和攻击力的法宝。每个关卡有时间限制，必须在时间限制归零之前到达关底，击杀BOSS，否则如果时间用尽，同样损失一条生命。
特别是相较卡普空其后推出的快打作品，本作属于难度很大的作品，会让新手颇感沮丧。其难度主要来自两点，一是不能原地复活，一旦损命只能从相距甚远的Checkpoint重新开始。二是“一碰死”（Instant Death）类型的恶性机关非常多，比如针坑，无底洞，被版面强行推移‘夹死’之类，不慎陷入这类机关，则是无论剩余多少血量立刻死亡，必须重新来过。因此这是当年极少数“拿钱也砸不到破关”的街机游戏之一。
本作共有5个各具特色的版面（关卡），分别是：“哈萨克”，“西伯利亚”，“空中战舰”，“亚马逊”和“第三月亮”。

## 故事大綱
“出击飞龙”改编自1988年日本“角川书店”出版的同名漫画。故事设定在近未来反乌托邦式的2048年。超能力神秘角色“冥王”为了达到统治地球的目的，以生物改造技术为筹码，使一些腐败政治家出于巩固专权的个人目的选择与冥王合作，其中最有影响的傀儡当属苏联哈萨克社会主义共和国的总书记“米哈依”和他的“政治局”。同时，冥王亦赎买各色唯利是图的雇佣军，比如西班牙人“铁钩船长”和中国的杀手“东风三姐妹”作为他‘征服世界计划’的马前卒。
“冥王”的最终目的是消灭或改造地球上现有的一切动植物，使所有人类变异成他的傀儡，并复活一系列可怖的古生物，而自己做“新世界”的“上帝”。另一方面，他利用苏联先进的军事科学技术，扩充武备，建造了强大的空中反重力战舰“巴洛格”，还发射了人造空间站“第三月亮”作为自己在地外的大本营。
显然“冥王”的邪恶计划对人类和地球将是灭顶之灾。此时，一个隐秘的高科技忍者组织“Strider”致力于消灭冥王，其中最强的年轻上忍“飞龙”便是玩家操纵的主角。此人身轻如燕，飞簷走壁，手执一把真正削铁如泥的能量忍者刀，他的终极目标就是刺杀“冥王”，拯救人类。

## 评价和影响
无论在时人看来，还是后人评价，“出击飞龙”都是质量较高的经典作品。曾获1990年度EGM杂志“最佳游戏”奖。被时人评价“操作新奇连贯，音乐动听磅礴”。其后数年曾移植到数个不同流行平台，其中FC的版本在原作基础上做出很大改动，但并没获得街机一般的成功。直到2014年，PlayStation 3平台上还有同名续作推出。
本作的世界观也是玩家津津乐道的话题。游戏上市的1989年，苏联尚未解体，冷战还在进行，游戏中“苏联”以邪恶化身和反派帮凶形象出场，特别是游戏中“苏联总书记”的肖像很明显是影射现实中时任苏聯中央总书记的戈尔巴乔夫，和致敬电影洛奇IV中依赖兴奋剂的残忍苏联拳击手。这些无不反映出当时包括日本在内的资本主义世界对“共产主义阵营”的普遍敌视情绪和丑化态度。当时绝没人想到这个“邪恶帝国”竟会在3年之后便不复存在，当一切烟消云散，回首再看不禁有另类的趣味。
本作的一大技术创新是首次在游戏中使用多国语言的真人录音进行配音。每过一关，都会有相关角色用本国语言出来对白。虽然受限于早期数字压缩技术，录音保真度不高，但内容清晰可辨，皆是使用母语的配音人员所配，其中“冥王”讲英文，“飞龙”讲日文，“苏联总书记”讲俄文，“东风姐妹”讲中文，“铁钩船长”讲西班牙文，甚至找来了讲亚马逊土话的人员，可说是相当用心的“国际化”细节。

## 外部連結
- 《出擊飛龍》日語官方網站（页面存档备份，存于）